# Ga Beomgol
Ga Beomgol (Tiếng Hàn: 범골, Hanja: 범골驛) là ga tàu điện ngầm của Đường sắt nhẹ Uijeongbu ở Howon-dong, Uijeongbu-si, Gyeonggi-do. Số lùi là U112.

## Bố trí ga
| Hoeryong ↑      |
| \| １           |
| ↓ LRT Uijeongbu |

| １ | ← ●Tuyến Uijeongbu Hướng đi Balgok                                                   |
| ２ | → ●Tuyến Uijeongbu Hướng đi Sân ga tạm thời tại Depot đường sắt hạng nhẹ Uijeongbu → |

## Liên kết
- (tiếng Hàn) Thông tin ga Lưu trữ ngày 13 tháng 11 năm 2014 tại Wayback Machine từ Uijeongbu LRT Co. LTD.